# Eddington (película)
Eddington es una película de comedia negra y wéstern contemporáneo estadounidense escrita y dirigida por Ari Aster, y protagonizada por Joaquin Phoenix, Pedro Pascal, Luke Grimes, Deirdre O'Connell, Austin Butler y Emma Stone. 
La película tuvo su estreno mundial en la competición principal del Festival de Cannes de 2025; y fue distribuida por en cines de Estados Unidos por A24 el 18 de julio de 2025.

## Premisa
En mayo de 2020, un enfrentamiento entre el sheriff de un pequeño pueblo (Phoenix) y el alcalde (Pascal) desata un caos mientras vecinos se enfrentan en Eddington, Nuevo México.

## Argumento
A finales de mayo de 2020, como resultado de la pandemia de COVID-19, el alcalde Ted García de Eddington, Nuevo México, implementó un confinamiento y exigió el uso obligatorio de mascarillas, siguiendo las órdenes del gobernador a nivel estatal. El sheriff local, Joe Cross, desaprobaba la medida, argumentando que violaba la libertad de elección. Joe vivía con su esposa Louise, quien padece inestabilidad emocional, y su madre Dawn, una conspiranoica.
Después de enfrentamientos con Ted, quien se postula para la reelección con una campaña tecnológicamente favorable que permitiría construir un centro de datos, Joe decide presentarse contra él, para gran desaprobación de la solitaria Louise. Recluta a los oficiales Guy y Michael como ayudantes de campaña. Louise y Dawn invitan a cenar al líder de una secta radical, Vernon Jefferson Peak, y durante una discusión sobre sus creencias conspirativas sobre la pedofilia y el tráfico infantil, Louise insinúa que su padre abusó de ella. Mientras tanto, el hijo de Ted, Eric, se involucra en las protestas de Black Lives Matter con su amigo Brian y Sarah, una mujer con mentalidad de justicia social. Sarah intenta, sin éxito, persuadir a Michael para que se una a su causa. Para inclinar la elección a su favor, Joe afirma durante un evento de campaña que Ted agredió sexualmente a Louise. Louise se va de la ciudad con Vernon después de negar las acusaciones en un video en línea.
Al día siguiente, Ted confronta a Joe y lo abofetea frente a los invitados a la campaña de recaudación de fondos. Esa noche, Joe mata a tiros a un vagabundo y arroja su cuerpo a un río cercano. Luego, dispara a Ted y Eric en su casa con un rifle de francotirador y simula un ataque de Antifa. Mientras tanto, un misterioso avión privado con extremistas fuertemente armados se dirige a Eddington. La oficial Butterfly Jiménez, de la tribu Pueblo, se involucra en la investigación, ya que Joe disparó el rifle en territorio Pueblo. Joe incrimina a Michael como el asesino para desviar la atención, pero Butterfly establece conexiones que apuntan a Joe.
Eddington es atacado por extremistas, quienes secuestran a Michael y provocan varios incendios. Joe y Guy encuentran a Michael en el desierto, donde intenta advertirles que no se acerquen. Un explosivo detona al acercarse, matando a Guy y hiriendo gravemente a Michael. Joe regresa a Eddington y se encuentra en la mira de extremistas armados. Tras evadirlos en el desierto y en su casa, irrumpe en una armería para armarse. Dispara sus armas al azar, arrancándole accidentalmente una pierna a Butterfly antes de que los hombres armados le den el golpe final. Joe es finalmente acorralado y apuñalado en la cabeza por un extremista, pero es salvado por Brian, quien abatió a tiros al atacante de Joe mientras grababa con su teléfono.
Un año después, Brian se ha convertido en un influyente conservador prominente, tras haber aprovechado la grabación del rescate de Joe de los extremistas. Joe es ahora alcalde de Eddington, aunque quedó prácticamente paralizado durante el ataque. Dawn ahora es su cuidadora y usa su cargo para defender a Joe, en gran parte para su propio beneficio. Tras regresar de la gran inauguración del nuevo centro de datos, Joe y Dawn ven las noticias sobre Vernon y una Louise embarazada en un mitin. Michael, quien también sobrevivió y ahora es subsheriff , practica tiro al blanco en las afueras del pueblo.

## Reparto
- Joaquin Phoenix
- Pedro Pascal
- Emma Stone
- Austin Butler
- Luke Grimes
- Deirdre O'Connell
- Micheal Ward
- Clifton Collins Jr.
- William Belleau
- Cameron Mann
- Matt Gómez Hidaka
- Amélie Hoeferle
- Robyn Casper

## Producción
Ari Aster escribió un guion para una película wéstern contemporánea que en algún momento consideró realizar como su debut como director. Intentó hacerlo durante unos cinco años antes de decidirse a hacer primero Hereditary y Midsommar. Mientras promocionaba su tercera película, Beau tiene miedo, Aster indicó que su próxima película probablemente sería un wéstern y que la había actualizado para que se desarrollara durante la pandemia de COVID-19. Emma Stone y Christopher Abbott estaban vinculados a protagonizar la película en enero de 2023, y Aster también planeaba colaborar nuevamente con Joaquin Phoenix para la película. Aster y Phoenix estaban explorando lugares de rodaje en Nuevo México en agosto de 2023. En marzo de 2024, Phoenix, Stone, Austin Butler, Pedro Pascal, Luke Grimes, Deirdre O'Connell, Micheal Ward y Clifton Collins Jr. se agregaron al elenco, con Butler asumiendo el papel de Abbott. La película fue producida por Square Peg y A24, quienes también financiaron la película con IPR.VC. El rodaje tuvo lugar entre marzo y mayo de 2024 en Albuquerque y Truth or Consequences, Nuevo México.
El 9 de abril de 2025, se anunció que Bobby Krlic compondría la banda sonora de la película, después de colaborar previamente con Aster en Midsommar y Beau tiene miedo.

## Estreno
Eddington se estrenó en Estados Unidos el 18 de julio de 2025. En abril de 2025, se anunció que Eddington se estrenaría en el Festival de Cine de Cannes.

## Recepción

### Taquillas
En Estados Unidos y Canadá, Eddington se estrenó junto con Los Pitufos y I Know What You Did Last Summer, y se proyectó inicialmente que recaudaría entre 3 y 5 millones de dólares en 2111 salas en su primer fin de semana.   La película debutó con 4,3 millones de dólares, un poco por debajo de las expectativas, y se estrenó en sexto lugar en la taquilla nacional.  En su segundo fin de semana, la película recaudó 1,6 millones de dólares, cayendo al octavo lugar. 

### Respuesta crítica
En el sitio web de reseñas Rotten Tomatoes, el 68% de las 224 críticas son positivas. El consenso del sitio web dice: «Eddington cuenta con un reparto estelar, una dirección audaz de Ari Aster y una historia peculiar, pero su tono desenfocado suele dejar a los espectadores con ganas de más». Metacritic, que utiliza una media ponderada, le asignó a la película una puntuación de 64 sobre 100, basándose en 44 críticos, lo que indica críticas generalmente favorables. El público encuestado por CinemaScore le dio a la película una calificación promedio de «C+» en una escala de A+ a F.
Brian Tallerico, de RogerEbert.com, le otorgó a la película dos estrellas y media de 4, afirmando que "no solo trata sobre la división de 2020; está diseñada para ser divisiva en 2025. Por eso, aunque la odies, ha cumplido su función".  David Ehrlich, de IndieWire, le otorgó una A-, elogiándola por capturar de forma "vívida" e "incómoda" "hasta qué punto nuestro futuro digital ha despojado a las personas, día a día, de su capacidad para identificar sus propias verdades".  Justin Chang, de The New Yorker, escribió que la película era "una película pesada, pero con ambiciones", y criticó la sátira y los personajes, escribiendo: "Apenas los encuentra lo suficientemente interesantes como para juzgarlos, y su aburrimiento resulta contagioso". 
En junio de 2025, IndieWire clasificó la película en el puesto número 74 en su lista de "Las 100 mejores películas de la década de 2020 (hasta ahora)". 

### Reconocimientos
| Otorgar                    | Fecha de la ceremonia | Categoría    | Destinatario(s) | Resultado | Ref.   |
| -------------------------- | --------------------- | ------------ | --------------- | --------- | ------ |
| Festival de Cine de Cannes | 24 de mayo de 2025    | Palma de Oro | Ari Aster       | Nominado  | [ 26 ] |

## Futuro
Aster ha declarado que actualmente se está desarrollando una secuela de Eddington. 